# ロイ・ベーレンス
ロイ・ヨハネス・ヘンドリクス・ベーレンス（Roy Johannes Hendricus Beerens, 1987年12月22日- ）は、オランダ・ブラーデル出身の元サッカー選手。現役時代のポジションはWG。

## 経歴

### クラブ
PSVアイントホーフェンの下部組織では2003年にB1チームに登録され、その1年後にリザーブであるA1に昇格し、2005-06シーズンはトップチームの練習に定期的に参加した。また、シーズン前に韓国で行われたピースカップへの帯同を許可され、オンセ・カルダス戦に出場した。2006年3月25日のヴィレムII戦（3-0勝利）でアルナ・コネに代わり公式戦初出場を飾り、2006年10月15日にローダJCをホームに迎えた試合で公式戦初得点を記録した。
2007年1月1日に期限付き移籍でNECナイメヘンと契約。フィテッセとのヘルダーラントダービーで得点を挙げ、保有元のPSV戦で素晴らしいアシストを決め勝利に貢献したが、PSVに復帰することはなかった。
2007年7月5日にSCヘーレンフェーンと3年契約を締結。ヘーレーフェンではヘルトヤン・フェルベーク（nl）監督の下で攻撃の才能を開花させ、そのプレイぶりはマルク・オーフェルマルスに例えられるほどだった。加入してすぐさま地位を確立していたが、2010-11シーズンに怪我の影響とルシアーノ・ナルシンの台頭が重なり徐々に出場機会を減らしていったことで退団を決意。
国内外の様々なクラブから興味を持たれたが、2011年8月16日にAZアルクマールと4年契約を締結した。
2014年7月、ドイツ・ブンデスリーガのヘルタ・ベルリンへ移籍した。
2016年7月、イングランド・フットボールリーグ・チャンピオンシップのレディングFCへ2019年6月までの3年契約で移籍した。
2018年1月31日、フィテッセに3年半の契約で移籍した。
2020年12月24日、現役引退を表明した。

### 代表
2007年にフォッペ・デ・ハーン（en）監督の下でUEFA U-21欧州選手権2007に同僚のイブラヒム・アフェレイとイスマイル・アイサティと共に参加。グループリーグのポルトガル戦（2-1）で勝利したことで準決勝進出と北京オリンピックへの出場が決定した。準決勝のイングランド戦（1-1, PK戦13-12勝利）で途中出場し、PK戦で2本決めた。チームは決勝のセルビア戦（4-1）を制し優勝を果たした。
2008年の北京オリンピックを経て、2010年8月にウクライナとの親善試合に向けてベルト・ファン・マルワイク監督の下でA代表に初招集された。それから1年後の2011年8月、背中の痛みを訴え辞退したデルク・ブリフテル（en）に代わりドイツ戦とスイス戦に向け再招集された。

## タイトル
クラブ
SCヘーレンフェーン
- KNVBカップ : 2008-09

AZアルクマール
- KNVBカップ : 2012-13